# Liphanthus coquimbensis
Liphanthus coquimbensis är en biart som beskrevs av Ruz och Toro 1983. Liphanthus coquimbensis ingår i släktet Liphanthus och familjen grävbin. Inga underarter finns listade i Catalogue of Life.